# Байжанов Сабіт Муканович
Сабіт Муканович Байжанов (2 січня 1940, село Єльтай, тепер Єрейментауського району Акмолинської області, Казахстан — 24 травня 2001, Казахстан) — радянський казахський діяч, секретар ЦК КП Казахстану, міністр зв'язку Казахської РСР, 1-й секретар Джамбульського обласного комітету КП Казахстану. Депутат Верховної ради Казахської РСР 10—11-го скликань. Народний депутат СРСР (1989—1991).

## Життєпис
Народився в селянській родині. Походив із роду канжигали племені аргин.
У 1963 році закінчив Електротехнічний інститут зв'язку імені Бонч-Бруєвича у Ленінграді, інженер радіоз'язку і радіомовлення.
Член КПРС з 1963 року.
У 1963—1966 роках — інженер, начальник зміни Алма-Атинського телецентру.
У 1966—1969 роках — начальник Цілиноградського обласного радіоцентру.
У 1969—1971 роках — заступник начальника із будівництва, головний інженер Цілиноградського обласного виробничо-технічного управління зв'язку.
У 1971—1976 роках — начальник Павлодарського обласного виробничо-технічного управління зв'язку.
У 1976—1978 роках — 2-й секретар Павлодарського міського комітету КП Казахстану.
У 1978—1981 роках — голова виконавчого комітету Екібастузької міської ради народних депутатів Казахської РСР.
У 1981 році закінчив Алма-Атинську вищу партійну школу.
У 1981—1987 роках — міністр зв'язку Казахської РСР.
У 1987 році — голова виконавчого комітету Талди-Курганської обласної ради народних депутатів.
У 1987—1988 роках — інспектор ЦК КПРС.
У грудні 1988 — червні 1990 року — 1-й секретар Джамбульського обласного комітету КП Казахстану.
У березні — червні 1990 року — голова Джамбульської обласної ради народних депутатів.
9 червня 1990 — вересень 1991 року — секретар ЦК КП Казахстану та голова комісії ЦК КП Казахстану з питань соціально-економічного розвитку. Одночасно, з червня 1990 по січень 1991 року — завідувач відділу прогнозування і аналізу соціально-економічних процесів ЦК КП Казахстану.
У 1991—1994 роках — заступник міністра промисловості Республіки Казахстан.
У липні 1994 — 24 травня 2001 року — заступник голови правління Казспоживспілки — президент ФПК «Казтуткооп».
З 1994 по 2001 рік — заступник голови Народно-кооперативної партії Казахстану.
У 1998—1999 роках — член правління громадського об'єднання «Суспільний комітет із контролю за виборами президента Республіки Казахстан».
Помер 24 травня 2001 року в Казахстані.

## Нагороди
- орден Леніна
- орден Трудового Червоного Прапора
- орден «Знак Пошани»
- медалі